# Ali Kaabi
  Ali Kaabi  (àrab: علي الكعبي)  (Tunísia, 15 de novembre de 1953) és un futbolista de Tunísia, retirat, de la dècada de 1970.

## Trajectòria esportiva
Va jugar 72 cops amb la selecció de futbol de Tunísia i marcà nou gols, entre 1973 i 1982, amb la qual jugà a la Copa del Món de 1978 a l'Argentina, on marcà un gol. Pel que fa a clubs, defensà els colors del Club Olympique des Transports.